# Wysoka Kamieńska
Wysoka Kamieńska (niem. Wietstock) – wieś w Polsce położona w województwie zachodniopomorskim, w powiecie kamieńskim, w zachodniej części gminy Golczewo nad rzeczką Wołczenicą. 
W latach 1952–1954 miejscowość była siedzibą gminy Wysoka Kamieńska.
Znajduje się tu węzłowa stacja kolejowa, która leży przy, ważnej strategicznie dla kraju, linii kolejowej nr 401 Szczecin-Świnoujście. Polskie Koleje Państwowe wybudowały tu osiedle bloków, które wraz z poniemieckimi domkami stworzyły największą wieś w gminie Golczewo oraz miejsce dla rozwoju zakładów produkcyjnych (kamieniarskich, drzewnych) i usługowych (sklepów, elektrycznych i samochodowych).
W miejscowości działa zespół piłki nożnej LKS Znicz Wysoka Kamieńska. W miejscowości urodził się Georg Friedrich Henning, niemiecki chemik, farmaceuta i przedsiębiorca, wynalazca heksogenu. We wsu znajduje się kościół filialny pw. Miłosierdzia Bożego.